# تپه گوی دوشلو۳
تپه گوی دوشلو۳ مربوط به سده‌های اولیه دوران‌های تاریخی پس از اسلام است و در شهرستان بوئین‌زهرا، بخش آوج، روستای سلطان بلاغ واقع شده و این اثر در تاریخ ۱۹ اسفند ۱۳۸۰ با شمارهٔ ثبت ۴۹۳۶ به‌عنوان یکی از آثار ملی ایران به ثبت رسیده است.